# Fronte popolare (Francia)
Il Fronte popolare (in francese Front populaire) è stata una coalizione di partiti politici francesi di sinistra che fu al governo tra il 1936 e il 1938. Il Fronte era formato da:
- Sezione Francese dell'Internazionale Operaia (SFIO);
- Partito Comunista Francese;
- Partito Repubblicano, Radicale e Radical-Socialista;
- Unione Socialista Repubblicana.

Aderirono anche altri movimenti formati in gran parte da intellettuali come la Lega dei Diritti Umani, il Movimento contro la guerra e il fascismo e il Comitato di vigilanza degli intellettuali antifascisti.

## Storia
Il Fronte popolare mostrò la sua forte organizzazione ed efficienza nella vigorosa reazione opposta tre giorni dopo la sommossa, organizzata dalla Lega nazionalista, dalle Croci di fuoco e dal Partito sociale francese, che turbò Parigi il 6 febbraio 1934, nell'aver provocato le dimissioni del gabinetto Doumergue sospettato di velleità autoritarie (8 novembre 1934), nei tafferugli di piazza, frequenti nel corso del 1935, con le "leghe" di destra; nella pressione esercitata per un'applicazione più rigida delle sanzioni contro l'Italia durante l'impresa di Etiopia e per una più sollecita ratifica del patto di assistenza con la Russia del 2 maggio 1935. 
Nelle elezioni del 26 aprile e 3 maggio 1936 il fronte ebbe una vittoria schiacciante ottenendo 386 seggi su 608. Léon Blum, leader del SFIO, costituì il suo primo gabinetto, che è stato il primo ad avere donne ministro (3 in totale) mentre ancora non avevano il diritto di voto. Mentre era all'inizio dell'attuazione di un vasto programma di riforme sociali, il fronte fu posto in crisi dalle vittorie di Franco (ormai sorretto anche molto efficacemente da Hitler), ma non meno dalle difficoltà interne, soprattutto valutarie e salariali.
Sotto questo governo furono firmati gli Accordi di Matignon, che riconoscevano il diritto di associazione e l'aumento degli stipendi del 12%. Poco dopo, una legge istituisce i primi 15 giorni di ferie pagate (congés payés), mentre un'altra le 40 ore della durata della settimana lavorativa (prima erano 48 ore la settimana).
Allo scoppio della seconda guerra mondiale il Fronte popolare entrò in crisi e si dissolse per l'equivoca posizione in cui venne a trovarsi il Partito Comunista Francese, riflesso dell'equivoca politica dell'Unione Sovietica nei riguardi delle nazioni belligeranti fino all'estate del 1941.

## Seggi parlamentari del Fronte popolare

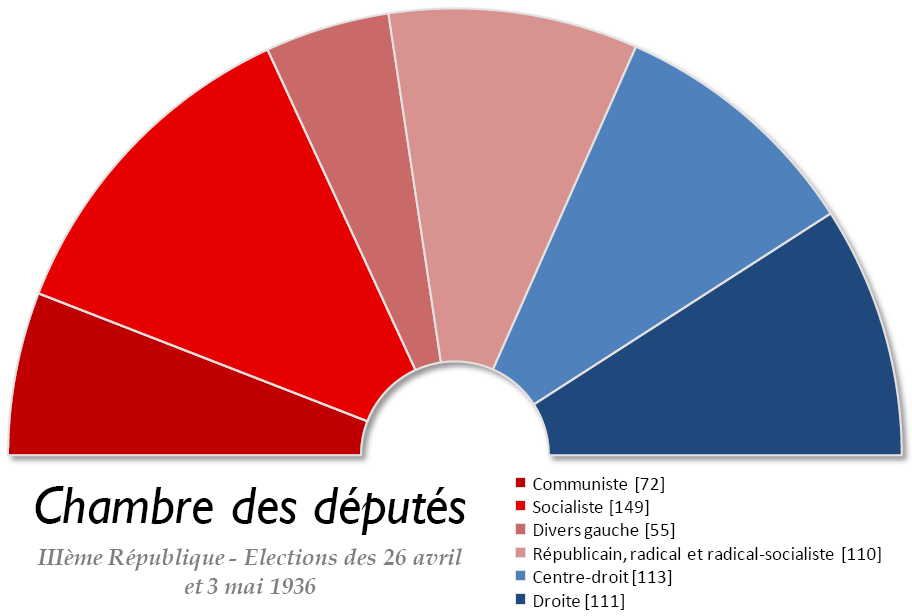
la camera col fronte popolare

| XVI legislatura (1936) | XVI legislatura (1936)                              | XVI legislatura (1936)                       | Seggi Camera |
| ---------------------- | --------------------------------------------------- | -------------------------------------------- | ------------ |
|                        |                                                     | Sezione Francese dell'Internazionale Operaia | 149 / 608    |
|                        | Partito Repubblicano, Radicale e Radical-Socialista | 110 / 608                                    |              |
|                        | Partito Comunista Francese                          | 72 / 608                                     |              |
|                        | Unione Socialista Repubblicana                      | 29 / 608                                     |              |
|                        | Altri di Sinistra                                   | 26 / 608                                     |              |
| Totale Fronte Popolare | Totale Fronte Popolare                              | Totale Fronte Popolare                       | 386 / 608    |

## Governo
- Léon Blum (SFIO), Presidente del Consiglio dei ministri
- Édouard Daladier (RAD), Vice presidente e Ministro della Difesa
- Camille Chautemps (RAD) - Ministro dello Stato
- Paul Faure (SFIO) - Viceministro dello Stato
- Maurice Viollette (USR) - Viceministro dello Stato
- Yvon Delbos (RAD), Ministro degli Esteri
- Roger Salengro (SFIO), Ministro degli Interni
- Vincent Auriol (SFIO), Ministro delle finanze
- Charles Spinasse (SFIO), Ministro dell'Economia
- Marc Rucart (RAD), Ministro della Giustizia
- Jean-Baptiste Lebas (SFIO), Ministro del Lavoro
- Alphonse Gasnier-Duparc - Ministro della Marina
- Pierre Cot (RAD) - Ministro dell'Aria
- Jean Zay (RAD) - Ministro dell'Educazione Nazionale
- Albert Rivière (SFIO) - Ministro delle Pensioni
- Georges Monnet (RAD) - Ministro dell'Agricoltura
- Marius Moutet (SFIO) - Ministro delle Colonie
- Albert Bedouce (SFIO) - Ministro dei Lavori Pubblici
- Henri Sellier (SFIO) - Ministro della Salute Pubblica
- Robert Jardillier (SFIO) - Ministro delle Poste
- Paul Bastid (RAD) - Ministro del Lavoro
- Il 18 novembre 1936, Marx Dormoy (SFIO) sostituisce Roger Salengro all'Interno
- Léo Lagrange (SFIO), segretario allo sport